# Марри-Бридж
Ма́рри-Бридж (англ. Murray Bridge) — город в штате Южная Австралия около 80 км на юго-восток от Аделаиды и около часа езды на север от Менинги. Город располагается в сельскохозяйственной зоне, в регионе развиты животноводство, птицеводство. Именно здесь основная транспортная артерия, связывающая Аделаиду и Мельбурн, пересекает реку Муррей.
Марри-Бридж располагается на традиционных землях племени нгарринджери. Первым европейским исследователем, посетившим эти места, стал Чарльз Стёрт, разбивший здесь лагерь 8 февраля 1830 года.
Первый автомобильный мост через низовья реки Муррей был построен здесь в 1879 году. Ограничение скорости на мосту составляло 40 км/ч. Мост использовался как автомобильный и железнодорожный с 1886 года до тех пор, пока отдельный железнодорожный мост не был построен в 1927 году. В 1979 году закончились работы по строительству новой конструкции, отводящей поток транспорта с исторического моста. Изначально город назывался Мобилонг, затем Эдвардс Кроссинг, и в конце концов получил название Марри-Бридж в 1924 году.
| Показатель                                | Янв. | Фев. | Март | Апр. | Май  | Июнь | Июль | Авг. | Сен. | Окт. | Нояб. | Дек. | Год  |
| ----------------------------------------- | ---- | ---- | ---- | ---- | ---- | ---- | ---- | ---- | ---- | ---- | ----- | ---- | ---- |
| Абсолютный максимум, °C                   | 46,6 | 46,4 | 43,7 | 39,2 | 31,0 | 25,6 | 26,7 | 30,9 | 35,0 | 39,7 | 44,2  | 44,4 | 46,6 |
| Средний суточный максимум, °C             | 29,1 | 29,3 | 26,7 | 23,5 | 19,6 | 16,7 | 16,2 | 17,5 | 19,8 | 22,7 | 25,6  | 27,5 | 22,8 |
| Средний суточный минимум, °C              | 14,6 | 14,6 | 12,9 | 10,3 | 8,0  | 6,0  | 5,4  | 5,9  | 7,2  | 9,0  | 11,4  | 13,2 | 9,9  |
| Абсолютный минимум, °C                    | 5,1  | 5,7  | 4,1  | −0,6 | −1,8 | −4,3 | −5   | −2   | −1,4 | −0,6 | 2,1   | 4,0  | −5   |
| Источник: Австралийское бюро метеорологии |      |      |      |      |      |      |      |      |      |      |       |      |      |